# Асореш (Селорику-да-Бейра)
Асореш (порт. Açores) — район (фрегезия) в Португалии, входит в округ Гуарда. Является составной частью муниципалитета Селорику-да-Бейра. По старому административному делению входил в провинцию Бейра-Алта. Входит в экономико-статистический субрегион Бейра-Интериор-Норте, который входит в Центральный регион. Население составляет 369 человек на 2001 год. Занимает площадь 9,57 км².
Покровителем района считается Дева Мария (порт. Nossa Senhora do Açor).